# Palliduphantes
Genre
Palliduphantes est un genre d'araignées aranéomorphes de la famille des Linyphiidae.

## Distribution
Les espèces de ce genre se rencontrent en écozone paléarctique.

## Liste des espèces
Selon World Spider Catalog (version 24.5, 26/11/2023) :
- Palliduphantes altus (Tanasevitch, 1986)
- Palliduphantes alutacius (Simon, 1884)
- Palliduphantes angustiformis (Simon, 1884)
- Palliduphantes antroniensis (Schenkel, 1933)
- Palliduphantes arenicola (Denis, 1964)
- Palliduphantes banderolatus Barrientos, 2020
- Palliduphantes bayrami Demir, Topçu & Seyyar, 2008
- Palliduphantes bigerrensis (Simon, 1929)
- Palliduphantes bolivari (Fage, 1931)
- Palliduphantes brignolii (Kratochvíl, 1978)
- Palliduphantes byzantinus (Fage, 1931)
- Palliduphantes cadiziensis (Wunderlich, 1980)
- Palliduphantes carusoi (Brignoli, 1979)
- Palliduphantes cebennicus (Simon, 1929)
- Palliduphantes ceretanus (Denis, 1962)
- Palliduphantes cernuus (Simon, 1884)
- Palliduphantes chenini Bosmans, 2003
- Palliduphantes conradini (Brignoli, 1971)
- Palliduphantes constantinescui (Georgescu, 1989)
- Palliduphantes corfuensis (Wunderlich, 1995)
- Palliduphantes corsicos (Wunderlich, 1980)
- Palliduphantes cortesi Ribera & De Mas, 2003
- Palliduphantes culicinus (Simon, 1884)
- Palliduphantes curvus Tanasevitch, 2019
- Palliduphantes dentatidens (Simon, 1929)
- Palliduphantes elburz Tanasevitch, 2017
- Palliduphantes eleonorae (Wunderlich, 1995)
- Palliduphantes epaminondae (Brignoli, 1979)
- Palliduphantes ericaeus (Blackwall, 1853)
- Palliduphantes fagei (Machado, 1939)
- Palliduphantes fagicola (Simon, 1929)
- Palliduphantes florentinus (Caporiacco, 1947)
- Palliduphantes gladiola (Simon, 1884)
- Palliduphantes gypsi Ribera & De Mas, 2003
- Palliduphantes insignis (O. Pickard-Cambridge, 1913)
- Palliduphantes intirmus (Tanasevitch, 1987)
- Palliduphantes istrianus (Kulczyński, 1914)
- Palliduphantes juliao Wunderlich, 2022
- Palliduphantes kalaensis (Bosmans, 1985)
- Palliduphantes khobarum (Charitonov, 1947)
- Palliduphantes labilis (Simon, 1913)
- Palliduphantes lancea Wunderlich, 2023
- Palliduphantes ligulifer (Denis, 1952)
- Palliduphantes liguricus (Simon, 1929)
- Palliduphantes longiscapus (Wunderlich, 1987)
- Palliduphantes longiseta (Simon, 1884)
- Palliduphantes lorifer (Simon, 1907)
- Palliduphantes malickyi (Wunderlich, 1980)
- Palliduphantes margaritae (Denis, 1934)
- Palliduphantes megascapus Barrientos, 2020
- Palliduphantes melitensis (Bosmans, 1994)
- Palliduphantes milleri (Staręga, 1972)
- Palliduphantes minimus (Deeleman-Reinhold, 1986)
- Palliduphantes montanus (Kulczyński, 1898)
- Palliduphantes murphyi Ballarin & Pantini, 2022
- Palliduphantes oredonensis (Denis, 1950)
- Palliduphantes pallidus (O. Pickard-Cambridge, 1871)
- Palliduphantes petruzzielloi Bosmans & Trotta, 2021
- Palliduphantes pillichi (Kulczyński, 1915)
- Palliduphantes robertsi Ballarin & Pantini, 2022
- Palliduphantes rubens (Wunderlich, 1987)
- Palliduphantes salfii (Dresco, 1949)
- Palliduphantes sanctivincenti (Simon, 1872)
- Palliduphantes sbordonii (Brignoli, 1970)
- Palliduphantes schmitzi (Kulczyński, 1899)
- Palliduphantes solivagus (Tanasevitch, 1986)
- Palliduphantes spelaeorum (Kulczyński, 1914)
- Palliduphantes stygius (Simon, 1884)
- Palliduphantes tenerifensis (Wunderlich, 1992)
- Palliduphantes theosophicus (Tanasevitch, 1987)
- Palliduphantes tricuspis Bosmans, 2006
- Palliduphantes trnovensis (Drensky, 1931)
- Palliduphantes vadelli Lissner, 2016
- Palliduphantes yakourensis Bosmans, 2006
- Palliduphantes zaragozai (Ribera, 1981)

## Systématique et taxinomie
Ce genre a été décrit par Saaristo et Tanasevitch en 2001 dans les Linyphiidae.

## Publication originale
- Saaristo & Tanasevitch, 2001 : « Reclassification of the pallidus-, insignis- and spelaeorum-groups of Lephthyphantes Menge, 1866 (sensu lato) (Arachnida: Araneae: Linyphiidae: Micronetinae). » Reichenbachia, vol. 34, p. 5-17.